# Here's to You & I
Here's to You & I è il quarto album del girl group australiano The McClymonts, pubblicato il 4 luglio 2014.

## Tracce
1. Here's To You & I – 3:44 (Stuart Crichton, Brooke McClymont, Mollie McClymont, Samantha McClymont)
2. Going Under (Didn't Have To) – 3:32 (Brooke McClymont, Mollie McClymont, Samantha McClymont, Lindsay Rimes)
3. Blood Is Thicker Than Water – 3:25 (Phil Barton, Brooke McClymont, Mollie McClymont, Samantha McClymont, Lindsay Rimes)
4. Forever Begins Tonight – 4:03 (Brooke McClymont, Mollie McClymont, Samantha McClymont, Lindsay Rimes)
5. Better At My Worst – 3:24 (Danielle Blakey, Brooke McClymont, Mollie McClymont, Samantha McClymont, Lindsay Rimes)
6. Who Said It – 3:44 (Andy Dodd, Brooke McClymont, Mollie McClymont, Samantha McClymont)
7. Alone – 3:23 (Stuart Crichton, Brooke McClymont, Mollie McClymont, Samantha McClymont)
8. Heart Breaks – 3:29 (Phil Barton, Brooke McClymont, Mollie McClymont, Samantha McClymont, Lindsay Rimes)
9. Lifelines & Superheroes – 3:39 (Stuart Crichton, Dimitri Ehrlich, Jon Green, Brooke McClymont, Mollie McClymont, Samantha McClymont)
10. Top Rolled Down – 3:07 (Danielle Blakey, Brooke McClymont, Mollie McClymont, Samantha McClymont, Lindsay Rimes)
11. Same Kind – 3:26 (Danielle Blakey, Brooke McClymont, Mollie McClymont, Samantha McClymont, Lindsay Rimes)
12. Lay Some Love – 3:54 (Adam Eckersley, Brooke McClymont, Mollie McClymont, Samantha McClymont)

## Classifiche
| Classifica (2014) | Posizione massima |
| ----------------- | ----------------- |
| Australia         | 8                 |